# Luis I. Rodríguez
Luis Ignacio Rodríguez Taboada (Silao, Guanajuato, México, 21 de octubre de 1905 - México, D. F., 28 de agosto de 1973), conocido como Luis I. Rodríguez, fue un político y diplomático mexicano, miembro del Partido Revolucionario Institucional. Fue gobernador de Guanajuato y se desempeñó, entre otras misiones diplomáticas, como embajador de México en Francia en 1940.[cita requerida]

## Carrera política
Tras realizar sus estudios básicos en Silao, ingresó a estudiar Leyes en el entonces Colegio del Estado —hoy la Universidad de Guanajuato— en donde empezó a destacar en la política estudiantil y sobre todo por su capacidad oratoria, virtud muy apreciada entonces en los círculos políticos; en 1926 triunfó en el certamen estatal de oratoria y representó a Guanajuato en su versión a nivel nacional, donde obtuvo el segundo lugar.
Después de titularse en 1929 fue profesor y rector de su alma mater.

### Los verdes y los rojos en Guanajuato

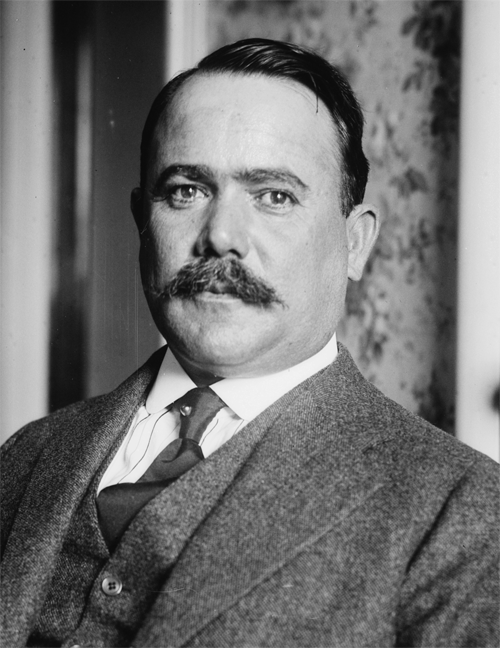
Álvaro Obregón, presidente de México de 1920 a 1924 y vuelto a elegir en 1928. Fue el primer caudillo del grupo “verde” de la política de Guanajuato.

Los grupos políticos revolucionarios de Guanajuato, entre los que pronto empezó a destacar Luis I. Rodríguez, se dividieron desde que finalizó la fase principal del conflicto armado en dos facciones irremediablemente enfrentadas y que se identificaron por dos colores: los “verdes” y los “rojos”.
Los verdes, partidarios acérrimos de Álvaro Obregón tuvieron su origen cuando en 1919 se enfrentaron por la gubernatura guanajuatense Federico Montes —con el respaldo de Venustiano Carranza pero casi desconocido en el estado— y el muy popular Antonio Madrazo; como el triunfo fue adjudicado a Montes, los verdes acusaron fraude electoral y pasaron a la oposición, sin embargo pronto estallaría la rebelión del Plan de Agua Prieta, acaudillada por Obregón y a la que los verdes se sumaron resueltamente; derrotado Carranza y por tanto Montes, uno de los principales líderes verdes, Enrique Colunga, asumió la gubernatura y nuevas elecciones dieron el triunfo a Antonio Madrazo, además los verdes se constituyeron formalmente en una organización política que recibió el nombre de Confederación de Partidos Revolucionarios Guanajuatenses.
En 1927 los obregonistas promovieron una reforma a la Constitución de 1917 que permitía la reelección del presidente y estaba destinado a permitir que Obregón pudiera retornar a la presidencia en 1928. Este hecho causó un importante desencanto entre muchos políticos revolucionarios y, aunque pocos rompieron formalmente con Obregón, esta diferencia pronto se vio reflejada en la política local: ese año se realizaron elecciones para gobernador y la CPRG (los verdes) postularon a su líder Agustín Arroyo Ch., pero pronto surgieron opositores agrupados en torno al Partido Laborista Mexicano liderado por Luis N. Morones quien era sumamente cercano a Plutarco Elías Calles y que postularon a la gubernatura al general Celestino Gasca y que cuestionaron la supremacía política de los verdes. Luis I. Rodríguez participó de la campaña de Arroyo Ch. y al realizarse las elecciones ambos se declararon triunfadores y ambos llegaron a tomar posesión como gobernadores el 26 de septiembre de ese año ante sus respectivas cámaras, tras varios meses de enfrentamientos finalmente el gobierno verde logró el reconocimiento legal, pero el saldo de la división radical entre verdes y rojos ya había quedado establecido. Los verdes confirmaban su obregonismo, los rojos en cambio eran los partidarios de Calles.
El triunfo electoral de Obregón en 1928 fue el máximo triunfo de los verdes, sin embargo solo lo disfrutarían unos meses, pues el 17 de julio de ese año en una comida que precisamente le ofrecían los diputados guanajuatenses, murió asesinado; sin embargo la estrella política de los verdes no declinó en un primer momento, pues Calles no tenía aún el suficiente poder para desplazarlo, por lo que en las elecciones a gobernador de 1931 volvió a triunfar su candidato, en esta ocasión Enrique Hernández Álvarez.

### Diputado local
En 1930 Luis I. Rodríguez fue elegido a su primer cargo público, diputado al Congreso de Guanajuato, formando parte de los diputados verdes y partidarios primero del gobernador Arroyo Ch. y luego de Hernández Álvarez, en mayo de 1932 se debería de renovar la dirección de la CPRG y los rojos intentaron apoderarse de la misma, varios diputados entre los que estaba Rodríguez se opusieros, los rojos con el apoyo de Calles lograron que el comité ejecutivo nacional del Partido Nacional Revolucionario expulsara del mismo a Rodríguez y a sus compañeros diputados Enrique Fernández Martínez, Benjamín Méndez y Ernesto Hidalgo Ramírez; y para finalizar el golpe contra los verdes, los rojos callistas lograron que el 1 de junio de 1932 el Senado declarara la desaparición de poderes en Guanajuato, destituyendo al gobernador Enrique Hernández Álvarez y disolviendo el congreso, en el que era diputado Luis I. Rodríguez; como gobernador provisional fue nombrado José J. Reynoso, quien convocó a elecciones que fueron ganadas por el candidato rojo: Melchor Ortega Camarena, uno de los políticos más cercanos a Calles; con ello, los verdes quedaban completamente desplazados del poder político de Guanajuato.
Luis I. Rodríguez, sin cargo público, se vio obligado a salir de Guanajuato y encontraría refugio en el entonces territorio federal de Baja California Sur, quizá en ese momento la zona más aislada y despoblada del país, donde ocupó la Secretaría General de Gobierno en las administraciones de los gobernadores Ruperto García de Alba y Juan Domínguez Cota.

### Gobernador de Guanajuato

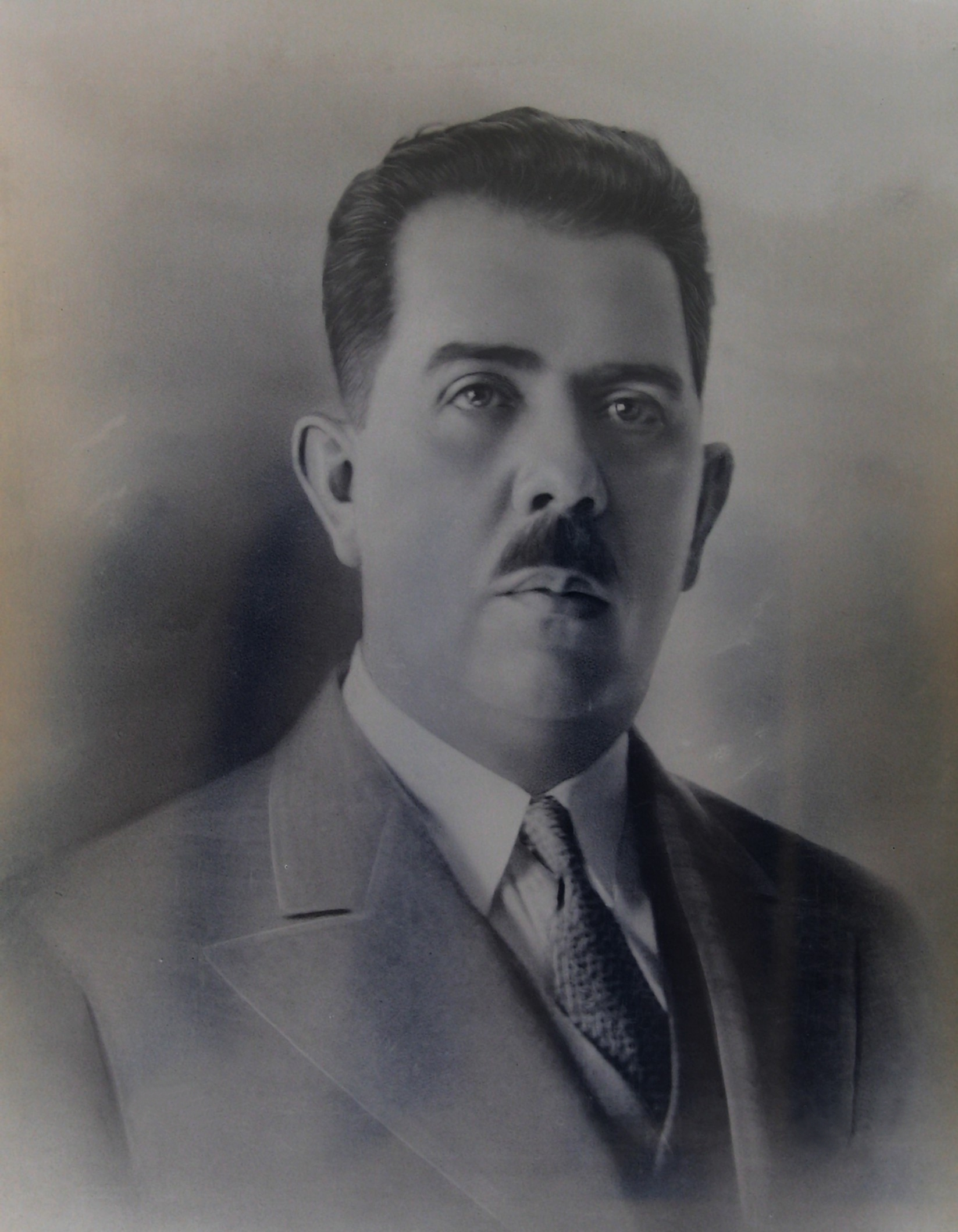
Lázaro Cárdenas del Río, presidente de México de 1934 a 1940, mentor político de Luis I. Rodríguez, y aliado del gobierno republicano español durante y después de la guerra civil española. Fue el segundo caudillo de los verdes, tras el asesinato de Obregón.

El gobierno de Melchor Ortega Camarena significó la consolidación de los rojos en el poder político de Guanajuato, pues Ortega siempre fue uno de los políticos más cercanos al “jefe máximo” Plutarco Elías Calles; sin embargo, los verdes aunque desplazados del poder local, lograron consolidarse nacionalmente y encontraron un nuevo líder en Lázaro Cárdenas del Río. Al acercarse la sucesión presidencial de 1934 Ortega y los rojos se decantaron por la precandidatura del presidente del PNR, Manuel Pérez Treviño; mientras que los verdes, liderados por Rodríguez y por Enrique Fernández Mártinez apoyaron la postulación de Cárdenas.
El 7 de junio de 1933 Calles se pronunció por la candidatura de Cárdenas, en consecuencia Pérez Treviño renunció a su aspiración y retornó a la presidencia del PNR el día 9, donde lo había suplido Melchor Ortega que a su vez retornó a la gubernatura guanajuatense. Luis I. Rodríguez logró entonces con el apoyo de Cárdenas ser electo diputado federal a la XXXVI Legislatura federal, cargo en el que solo duró tres meses, pues el 1 de diciembre de 1934 al asumir la presidencia Cárdenas lo nombró como su secretario particular.
En Guanajuato el periodo gubernamental de Melchor Ortega fenecía el 26 de septiembre de 1935, en consecuencia a inicios de año comenzaron las actividades políticas tendientes a la postulación del candidato a sucederlo; en aquel momento el PNR celebraba plebiscitos entre la población para definir a su abanderado; los rojos propusieron la precandidatura de Jesús Yáñez Maya con todo el apoyo del gobernador Ortega y el callismo, entre tanto los verdes inicialmente apoyar al senador Federico Medrano, para finalmente postular a Enrique Fernández Martínez, con el apoyo de Rodríguez y a través de él, del presidente Cárdenas.
El plebiscito se llevó a cabo el 5 de mayo de 1935 ya en un ambiente de enfrentamiento entre los sectores callistas y cardenistas, el triunfo le fue atribuido a Yáñez Maya que se convirtió en candidato a la gubernatura, aunque los verdes siempre consideraron que habían sido despojados del triunfo y el gobernador Ortega se quejó con Calles del apoyo dado por Cárdenas a sus opositores. Finalmente en la elección constitucional calificada por el Congreso de Guanajuato se le otorgaron a Yáñez un total de 153 926 votos y el 26 de septiembre asumió formalmente la gubernatura del estado por entrega que le hizo Melchor Ortega.
Para entonces el enfrentamiento callismo-cardenismo a nivel nacional ya era abierto, en Guanajuato Ortega y Yáñez Maya llegaron a pedir a militares con mando de tropa que se sublevaran contra el gobierno cardenista tras la crisis política del mes de junio que llevó a la renuncia de todos los callistas del gabinete de Lázaro Cárdenas, y en septiembre un enfrentamiento a balazos en la Cámara de diputados tuvo como resultado el desafuero de 17 diputados callistas. Finalmente, el 16 de diciembre de 1935 el Senado de la República declaró la desaparición de poderes en Guanajuato  —junto con Durango, Sinaloa y Sonora— y designó gobernador provisional a Enrique Fernández Martínez, con ello, los verdes triunfaban definitivamente y lograban el poder político guanajuatense.
De acuerdo a la constitución guanajuatense hubo de convocarse a elecciones para gobernador que concluyera el periodo de 1935 a 1939, las elecciones extraordinarias fueron convocadas para el 14 de marzo de 1937, Luis I. Rodríguez fue postulado por los verdes —ya entonces hegemónicos en el PNR— para lo cual tuvo que dejar la secretaría particular del presidente y resultando electo asumió la gubernatura el 21 de abril de 1937 en el Teatro Juárez de la ciudad de Guanajuato.
Rodríguez continuó con la aplicación extensiva de las reformas cardenistas en Guanajuato que ya había iniciado su antecesor Fernández Martínez, principalmente en cuanto al reparto agrario; paradójicamente, será durante su gobierno que se funde la Unión Nacional Sinarquista el 13 de mayo de 1937 en la ciudad de León.

### Presidente del PRM
Luis I. Rodríguez duraría menos de un año en ejercicio de la gubernatura, en parte debido a su cercanía con Lázaro Cárdenas del Río. En enero de 1938 Cárdenas anunció que se iniciarían una serie de reformas destinadas a la transformación del Partido Nacional Revolucionario, constituyéndose una comisión de estudios de las mismas de la que fue nombrado miembro, debido a ello solicitó licencia temporal a la gubernatura el 21 de enero de aquel año, siendo suplido en el ejercicio del poder ejecutivo por Enrique Romero Courtade. Mientras tanto, el PNR aprobó su transformación en el nuevo Partido de la Revolución Mexicana, del que el 2 de abril Rodríguez es nombrado primer presidente, al vencer su licencia temporal de la gubernatura el 27 de abril el Congreso le otorga una nueva, esta vez con carácter definitivo y nombra gobernador provisional a Rafael Rangel Hurtado; sería él quien concluiría el periodo para el que originalmente había sido elegido Jesús Yáñez Maya en 1935.
Desde la presidencia de PRM Luis I. Rodríguez era el encargado de operar la ya inminente postulación del nuevo candidato a la presidencia. Él, como todo el círculo más cercano al presidente, apoyaba la aspiración de Francisco J. Múgica, secretario de Comunicaciones y Obras Públicas y mentor ideológico de Cárdenas. Sin embargo en un ambiente político claramente contrario a la continuidad o radicalización de las reformas cardenistas cobró apoyos la postulación del moderado Manuel Ávila Camacho, secretario de Guerra y Marina, quien finalmente recibió el apoyo de Cárdenas y fue proclamado candidato del PRM en febrero de 1939.
Como cardenista de cepa y partidario de la antigua candidatura de Múgica, Luis I. Rodríguez no podía permanecer al frente del partido, el 19 de junio de 1939 con el pretexto de haber pretendido imponer un candidato a la gubernatura de San Luis Potosí, fue removido de la presidencia del PRM.

## Carrera diplomática

### Embajador en Francia

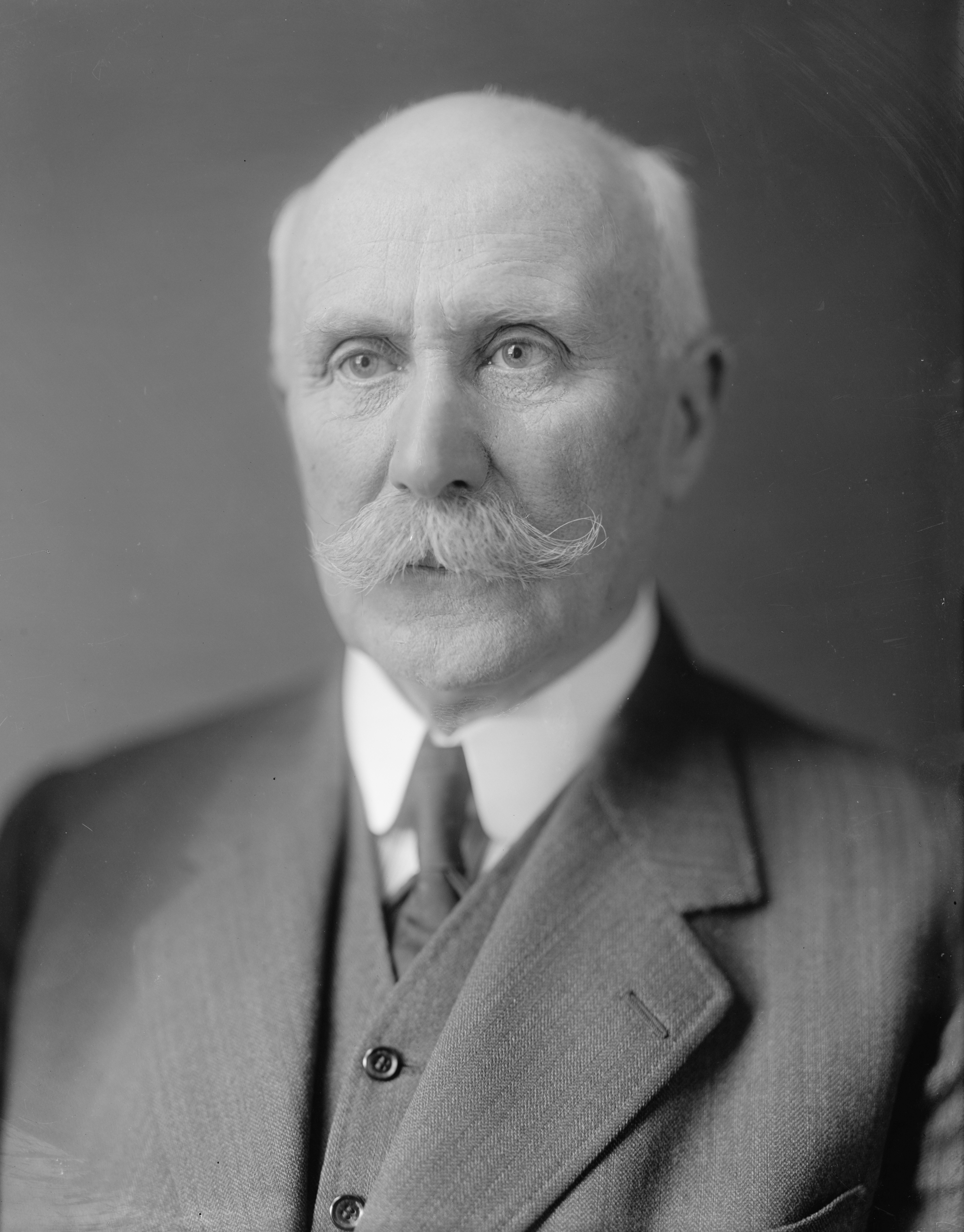
Philippe Pétain, jefe del Estado francés conocido como Francia de Vichy, colaborador con el régimen nazi y ante el cual estuvo acreditado como embajador mexicano Luis I. Rodríguez.

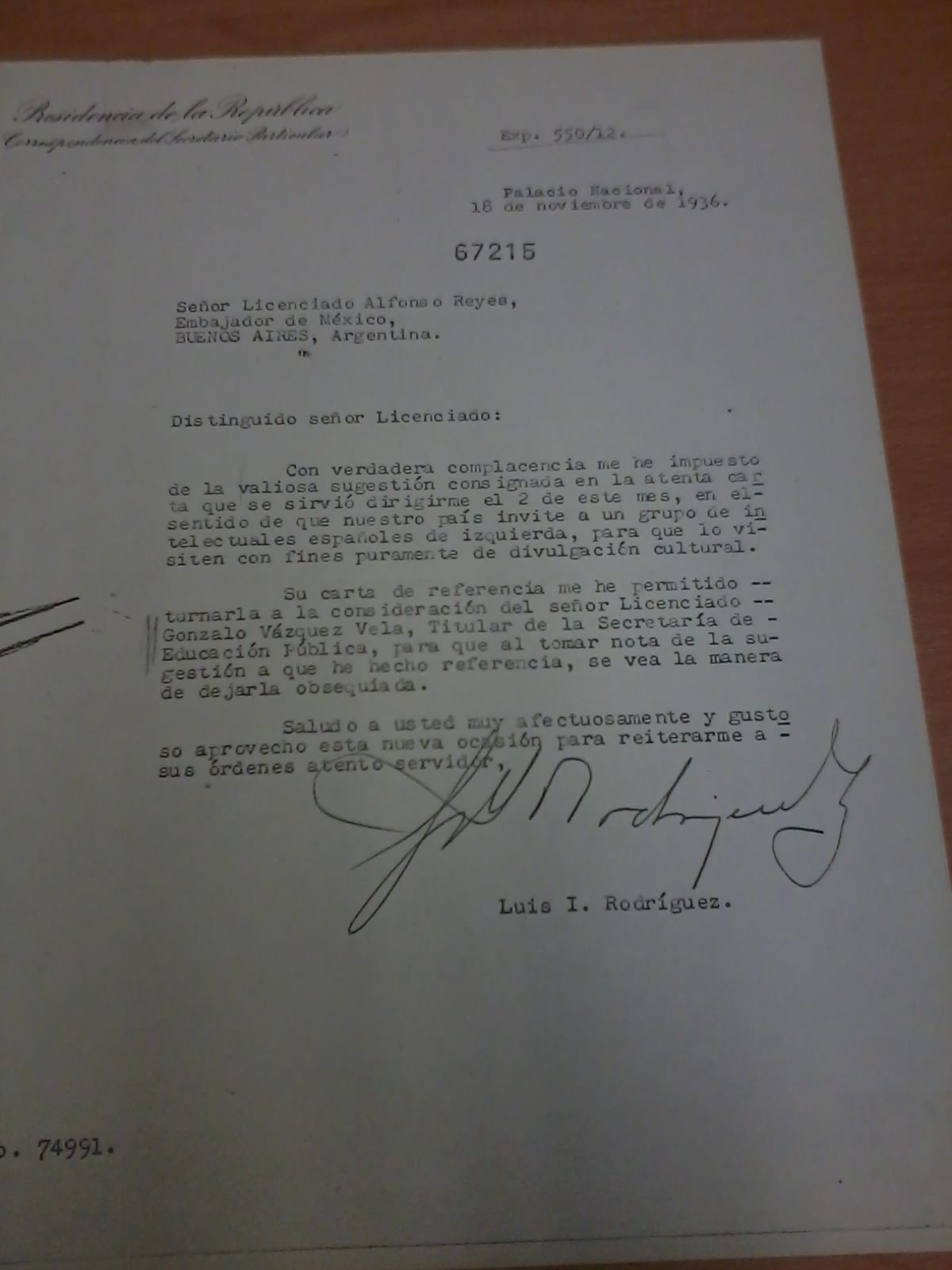
Carta firmada por Luis I. Rodríguez, secretario particular del presidente de la República, dirigida a Alfonso Reyes durante las negociaciones de éste para el exilio republicano español en México (fondos documentales Alfonso Reyes y Daniel Cosío Villegas, Archivo Histórico de El Colegio de México, caja 6, expedientes 7 y 10).

Al dejar la presidencia del PRM, Luis I. Rodríguez permaneció varios meses sin cargo público alguno; sin embargo, el afecto y cercanía que sentía Cárdenas por él no habían cambiado, y en consecuencia, el 1 de diciembre de 1939 lo designó para el cargo de embajador de México en Francia.[cita requerida]
La intención de Cárdenas al enviar a Rodríguez a Francia no era únicamente darle una salida decorosa a un colaborador que había dejado un alto cargo político; era, ante todo, enviar a alguien de toda su confianza para poder continuar con la tarea ya iniciada por su antecesor en el cargo, Narciso Bassols, y que consistía en dar refugio en México a los miles de expatriados españoles que habían huido de su país como consecuencia de la derrota del gobierno de la segunda república el 1 de abril de ese mismo año; dicha iniciativa había surgido a partir de la propuesta realizada a Cárdenas por Daniel Cosío Villegas, encargado de negocios de la embajada de México en Portugal.
Rodríguez se trasladó a Francia, que poco después, desde el 10 de mayo de 1940 enfrentaba la invasión de las tropas alemanas. Desde un inicio, su misión de protección a los refugiados españoles fue prioritaria, aunque el gobierno francés solamente reconocía desde febrero de 1939 al nuevo gobierno español de Francisco Franco y varias autoridades francesas comenzaban a ver con recelo a los refugiados españoles. Su situación en Francia no se convirtió en insostenible hasta el armisticio del 22 de junio de 1940, por el que Francia se rendía ante Alemania, pues dicha capitulación llevó al poder al gobierno colaboracionista de Pétain, y al día siguiente del armisticio, el 23 de junio, Cárdenas le digirió el siguiente mensaje:

Con carácter urgente manifieste usted gobierno francés que México está dispuesto a recoger a todos los refugiados españoles de ambos sexos residentes en Francia [...] Si el gobierno francés acepta en principio nuestra idea, expresará usted que desde el momento de su aceptación, todos los refugiados españoles quedarán bajo la protección del pabellón mexicano.
Lázaro Cárdenas a Luis I. Rodríguez, 23 de junio de 1940

Narciso Bassols, primer embajador mexicano encargado de dar refugio a los exiliados españoles, había logrado enviar a México a alrededor de seis mil españoles en 1939. Sin embargo, con el estallido de la Segunda Guerra Mundial en septiembre de 1939, los viajes civiles desde Francia eran muy restringidos; la caída de Francia en manos alemanas dificultaba aún más tales viajes y obligaba a que el embajador Rodríguez redoblara los esfuerzos para continuar con el proyecto cardenista. Luis I. Rodríguez trasladó la legación diplomática mexicana de París a Vichy, llevando con él todo el cuerpo diplomático acreditado, e inicialmente se encontró con que el gobierno colaboracionista no opuso demasiada resistencia a la salida de los republicanos españoles cuya manutención en Francia representaba un problema; en consecuencia, el 23 de agosto de 1940 el régimen de Vichy aceptó el ofrecimiento de México y autorizó la salida irrestricta de los refugiados bajo protección mexicana.

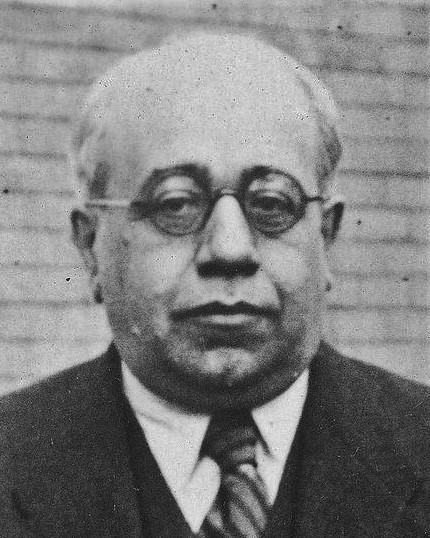
Manuel Azaña, presidente de la República Española de 1936 a 1939, murió en las habitaciones del Hotel du Midi declaradas extensión de la embajada de México por Luis I. Rodríguez, el 3 de noviembre de 1940.

Sin embargo, las dificultades propias de los tiempos de guerra -y la escasez de viajes civiles transatlánticos en tales circunstancias- hicieron difícil la labor de Rodríguez, y tuvo como resultado que finalmente los refugiados españoles que pudieron viajar rumbo a México fueran mucho menos de los previstos. En el momento de ser firmado el acuerdo franco-mexicano, se consideraba que había unos 100 000 refugiados españoles en Francia, pero solo alrededor de 4000 lograron hacer el viaje a México, debido a las dificultades de conseguir transporte para civiles en medio de la guerra, pero sobre todo por la creciente oposición de las autoridades alemanas.[cita requerida]
El 18 de diciembre de 1940, el Ministerio de Asuntos Exteriores francés comunicó a la Legación Mexicana que Alemania había puesto objeciones a la salida del primer grupo de refugiados españoles rumbo a México; el gobierno alemán y algunas autoridades francesas, simpatizantes del régimen de Franco, buscaban extraditar a España a muchos de los antiguos líderes republicanos, sobre todo a solicitud de Ramón Serrano Súñer, ministro de Asuntos Exteriores del régimen franquista. En noviembre de 1942, al ser ocupado por los alemanes el resto del territorio francés, terminó, por la vía de los hechos, la vigencia del acuerdo.
Sin embargo, durante su gestión Luis I. Rodríguez tendría oportunidad de proteger de manera trascendente a quien, desde 1936 hasta 1939, fue presidente de la República Española: Manuel Azaña. Azaña se había refugiado en Francia desde el 5 de febrero de 1939 ante del derrumbe del frente de Cataluña y su ocupación por los militares sublevados, tras pasar por varias poblaciones como La Prasle, Collonges-sous-Salève —donde renunció a la Presidencia de la República, el 27 de febrero de 1939— y Pyla-sur-Mer; en graves condiciones de salud y con la exigencia del gobierno franquista de que fuera extraditado a Madrid para ser juzgado, fue trasladado hacia la llamada “zona libre” de Francia, y llegó a la localidad de Montauban el 25 de junio de 1940, donde le encontró Luis I. Rodríguez, quien describió de la siguiente manera su encuentro:

Al verlo sentí una terrible impresión. Parecía una sombra. Sus carnes se habían consumido hasta lo increíble, tenía la palidez del cadáver y sus ojos profundamente hundidos acusaban la huella del dolor y el martirio. Sin cuidar fórmulas inútiles nos abrazamos como viejos amigos [...] Nos miramos largamente sin que ninguno se atreviera a quebrantar el silencio. Sólo llorando pudimos haber comentado el infortunio que reinaba en todas partes.

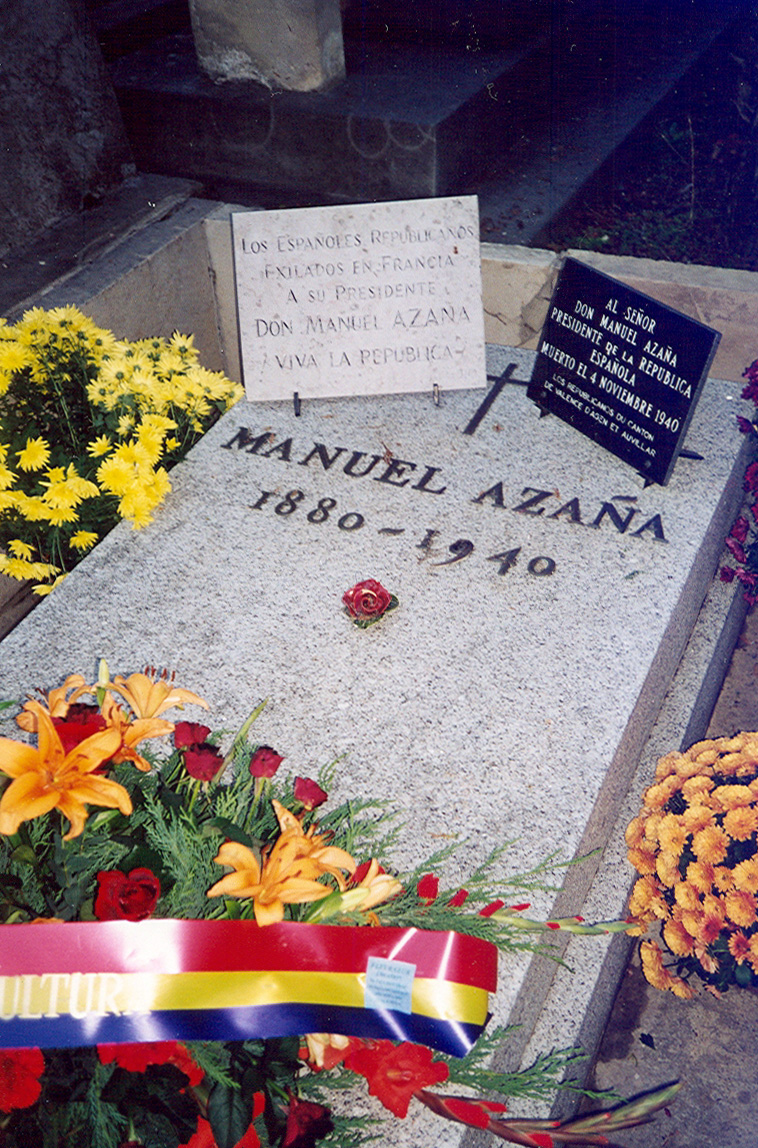
Sepulcro de Manuel Azaña, en Montauban, Francia.

Como saludo, Azaña le dijo a Rodríguez: «Aquí me tiene, mi ilustre amigo, convertido en un despojo humano [...] no puedo resistir más, siento que mi corazón estalla, sé que me persiguen, tratan de llevarme a Madrid; no lo lograrán, antes habré muerto»; mientras tanto, las autoridades franquistas y las del régimen de Vichy se enzarzaban en una disputa por la extradición de los líderes republicanos españoles y, como los franceses se negaron a llevarlo a cabo sin seguir los procedimientos legales exigidos por el convenio de extradición español firmado en 1877, el régimen español llegó a considerar la posibilidad de secuestrar a Azaña y trasladarlo clandestinamente a Madrid. Con este fin, llegaron a Montauban varios falangistas e incluso el propio embajador franquista ante Vichy, José Félix de Lequerica, quienes sin embargo no se atrevieron a actuar.[cita requerida]
Luis I. Rodríguez llegó a temer el secuestro lo suficiente para decidir poner a Azaña y a su esposa, Dolores Rivas Cherif, bajo su directa protección, alquilando a nombre de la legación mexicana varias habitaciones del Hotel du Midi de Montauban y declarándolas sede de la legación y por tanto con privilegios de extraterritorialidad. Ahí fue trasladado Azaña el 15 de septiembre, y esa madrugada sufrió un nuevo infarto cerebral que le afectó el habla y le causó parálisis facial; su deterioro físico culminaría con su muerte el 3 de noviembre de 1940, en esas mismas habitaciones —legalmente, territorio mexicano—, rodeado de su esposa, algunos colaboradores y Luis I. Rodríguez y su personal diplomático. Rodríguez comunicó al presidente Cárdenas el fallecimiento en los siguientes términos:

...expresidente de la República Española falleció hoy dependencia Legación México en Montauban bajo el amparo de nuestra bandera.
Luis I. Rodríguez a Lázaro Cárdenas

Al día siguiente, debía tener lugar el funeral de Azaña, pero por instrucciones directas de Pétain, el prefecto de Montauban indicó a Luis I. Rodríguez que disolvería el cortejo usando incluso la fuerza pública si éste era demasiado numeroso o si constituía una manifestación política, además prohibía que se le rindieran honores de jefe de Estado o que su féretro fuera cubierto por la bandera republicana española, permitiéndose el uso solo de la “roji-gualda” del régimen de Franco. Al ver lo inútil de la discusión, Rodríguez le contestó al prefecto:

Está bien. Lo cubrirá la bandera de México; para nosotros será un privilegio; para los republicanos, una esperanza; y para ustedes una dolorosa lección.
Luis I. Rodríguez al prefecto de Montauban.

Tras su muerte, Rodríguez continuó con la protección a la esposa de Azaña, Dolores Rivas Cherif, a quien logró enviar a México y, finalmente, concluyó su misión diplomática el 27 de febrero de 1942, al ocurrir la total ocupación alemana de Francia.[cita requerida]

### Misiones posteriores
Ante el fin de su embajada en Francia, fue trasladado por el gobierno del presidente Manuel Ávila Camacho como embajador de México en Chile, y ocupó el cargo entre el 27 de febrero de 1942 y el 4 de enero de 1946, fecha en que pasó con idéntica representación ante el gobierno de Canadá por solo unos meses, pues al concluir el gobierno de Ávila Camacho terminó su misión el 15 de noviembre de 1946.
Durante todo el gobierno de Miguel Alemán Valdés, aunque siguió políticamente vigente, no tuvo cargos públicos, pero en 1952 fue postulado y electo senador por Guanajuato a las Legislaturas XLII y XLIII, que concluyeron en 1958. Retornó al servicio diplomático como embajador de México en Guatemala por un breve periodo en 1961, y entre el 1 de abril de 1961 y el 25 de agosto de 1966 ocupó el cargo de embajador de México ante Venezuela.[cita requerida]
Retirado de las actividades políticas, Luis I. Rodríguez murió en México, D. F. el 28 de agosto de 1973. En reciprocidad al acto promovido por él con Manuel Azaña, su féretro fue cubierto con la bandera republicana española.[cita requerida]
Fue autor de los libros: Veinte discursos; Ballet de sangre; Francia, la del espolón quebrado; Lumbre brava de mi pueblo; y Refugiados sin refugio.[cita requerida]
Su hijo, Luis Dantón Rodríguez Jaime, también realizó una carrera política destacada.[cita requerida]